# Place des Ormeaux
Pour l’article homonyme, voir Place de l'Ormeau.
La place des Ormeaux à Valence est une petite place piétonnière située entre la cathédrale Saint-Apollinaire et le musée d'Art et d'Archéologie, et jouxte la place des Clercs (à son angle nord-est), dans le centre historique de la ville connu sous le nom de Vieux Valence.

## Histoire

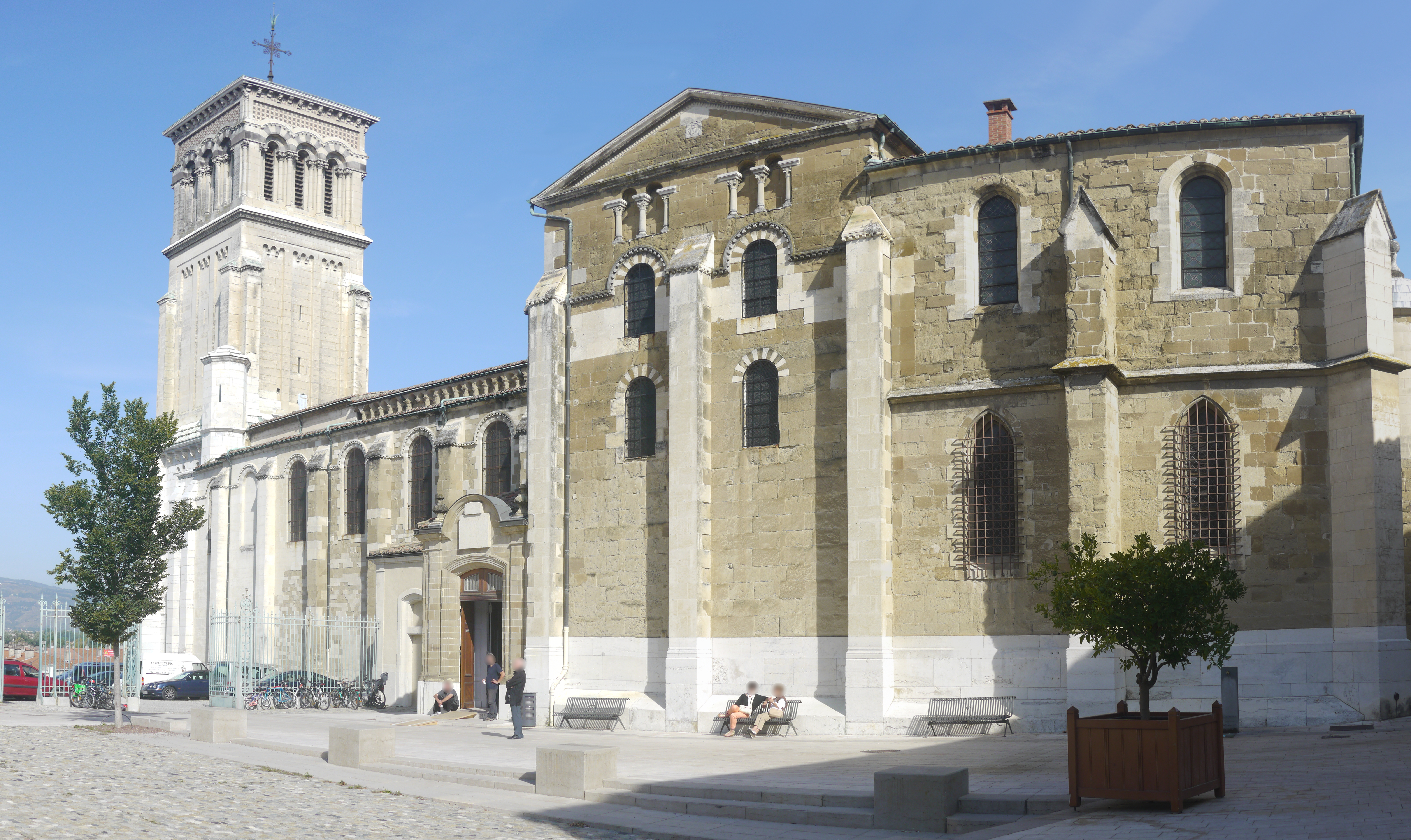
La cathédrale Saint-Apollinaire, sur la place des Ormeaux.

La place des Ormeaux fait partie du parcours historique de Napoléon Bonaparte, car c'est dans ce lieu que se trouvait son poste de garde, durant l'année 1786. Ce lieu était son premier poste après sa sortie de l'école militaire.
Au début des années 2000, la ville de Valence a totalement rénové la place et des bâtiments situés tout autour, entre lesquels la cathédrale et le musée d'art et d'histoire de la ville ont également été mis en valeur et subi des réaménagements, notamment avec l’extension du musée. Lors des travaux effectués sur la place, des restes archéologiques ont été découverts.

### Fouilles et découvertes archéologiques
En 2003, la fouille de la place des Ormeaux avait permis d’identifier le premier quartier résidentiel de l’évêque qui succédait, à partir des IVe-Ve siècles à un habitat du début de notre ère. Aujourd’hui, les archéologues mettent au jour un petit bâtiment de spectacles antique, peut-être un odéon.
Les fouilles menées par l’Inrap sur la place des Ormeaux avaient révélé la présence de la partie domestique de la résidence des premiers évêques. Celle-ci se caractérisait, entre autres, par des bains privés construits au IVe siècle et une première chapelle privée édifiée au Ve siècle. Le palais lui-même n’avait pu être observé. Toutefois, au sud de la zone de fouille, un mur utilisant en remplois de gros blocs architecturaux en molasse laissait présumer qu’un bâti de type monumental se développait plus au sud, sous l’ancienne conservation. Ce bâti était daté de la fin du IVe siècle. Or ce bâtiment a été effectivement retrouvé au cours de cette nouvelle campagne de fouille. Ainsi, le plan complet du bâtiment est maintenant connu : il présente une superficie globale presque carrée de 14 x 15 m, soit 210 m². Il est subdivisé en deux espaces de 75 m². En dehors des murs faisant appel à des éléments architecturaux monumentaux et de ses vastes dimensions, ce bâtiment n’a offert aucun élément plus suggestif quant à sa fonction.

### Autel aux Augustes

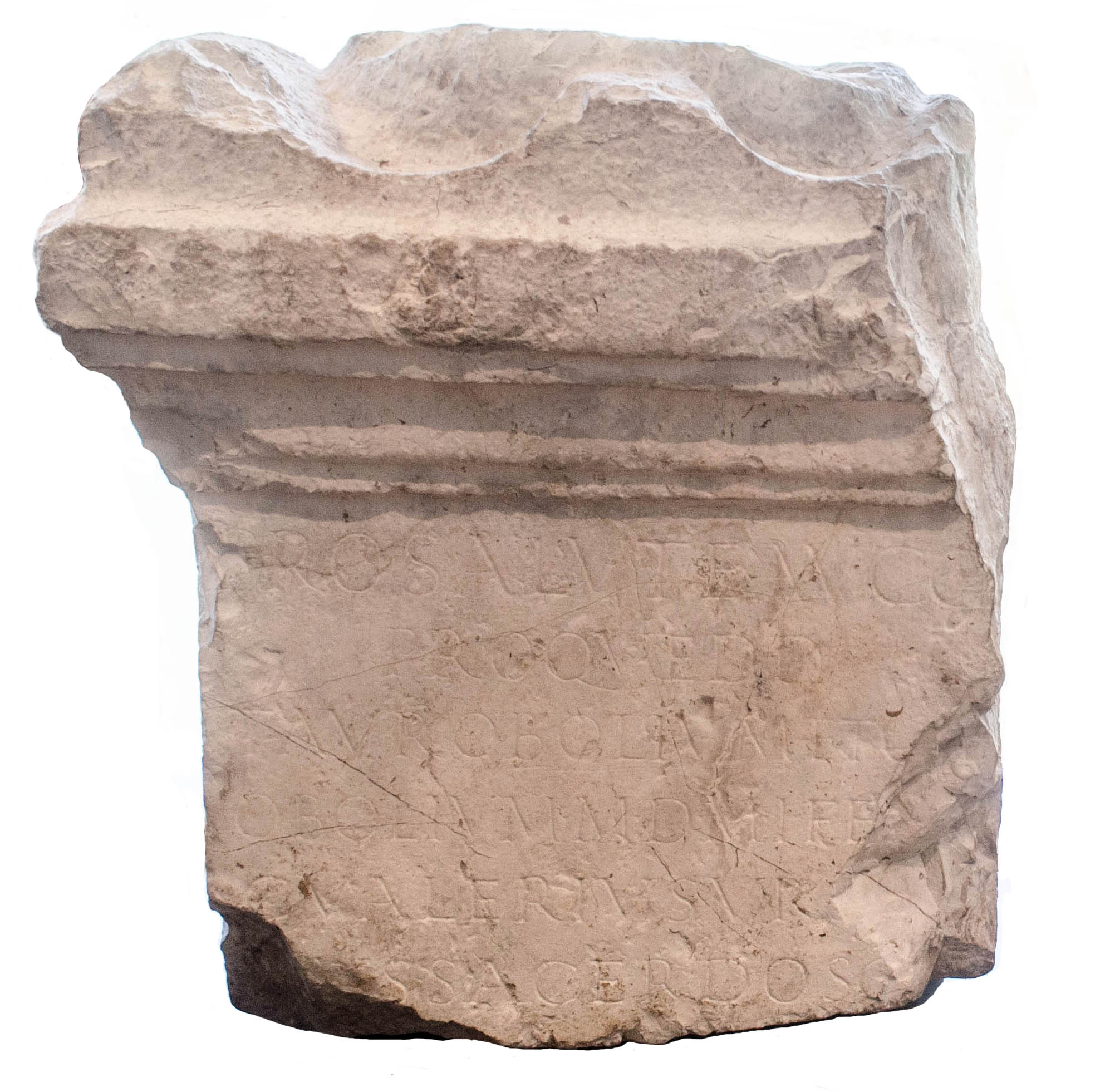
Autel découvert place des Ormeaux à Valence.

Cet autel est en fait la partie supérieure d’un autel, découvert en 1863 place des Ormeaux, à l'endroit où se trouve l'actuel Musée d'Art et d'Archéologie de Valence. Également en calcaire, ses dimensions actuelles sont 0,70 m de haut, 0,59 de large, 0,56 de profondeur. Il ne porte aucune décoration sculptée visible. Le texte gravé sur la face principale est (CIL XII, 1745) :
PRO SALVTE AVG(VSTORVM)
PROQVE D(OMO) D(IVINA)
TAVROBOLIVM ET C(RI)OBOLVM M(ATRI) D(EVM) M(AGNAE) I(DEAEAE) FECER(VNT)
C(AIVS) VALERIVS VR(BA)-
(N)VS SACERDOS C(AIIUS) FL(AVIUS) RE-
STITVTVS (TIBICEN)
Le sacrifice a été effectué, pour le salut des Augustes, par le prêtre Caius Valerius Urbanus, le tibicen (joueur de flûte) étant Flavius Restitutus, un affranchi envoyé de Lyon, dont le nom figure par ailleurs sur trois autres autels tauroboliques de Lyon, ce qui permet de dater cet autel de la fin du deuxième - début du troisième siècle. Les Augustes seraient donc, soit Marc Aurèle et Lucius Verus, soit Septime Sévère et Caracalla.